# Estados-membros da Associação de Nações do Sudeste Asiático
Esta é uma lista dos membros da Associação de Nações do Sudeste Asiático (ANSA/ASEAN). Neste momento, a ASEAN é composta por 10 Estados e dois observadores.
Nesta lista incluem-se também participantes no Fórum Regional da ASEAN, uma organização que congrega diversos estados da região da Ásia e do Pacífico e que tem por objectivo promover o diálogo entre estados e uma diplomacia preventiva para a região.
A ASEAN é uma organização de Estados do Sudeste Asiático, com o objectivo de promover o crescimento económico, o progresso social e o desenvolvimento cultural entre os seus membros, além da promoção da paz na região.

## Estados-membros da ASEAN
| Bandeira  | País              | Capital             | Área (km²) | População (2004)    | Chefe de Estado         | Chefe de Governo       | Data da adesão       |
| --------- | ----------------- | ------------------- | ---------- | ------------------- | ----------------------- | ---------------------- | -------------------- |
| Brunei    | Brunei Darussalam | Bandar Seri Begawan | 5,765      | 374,800 (2004 est.) | Hassanal Bolkiah        | Hassanal Bolkiah       | 7 de Janeiro de 1984 |
| Camboja   | Cambodja          | Phnom Penh          | 181,035    | 14,131,000          | Norodom Sihamoni        | Hun Manet              | 30 de Abril de 1999  |
| Indonésia | Indonésia         | Jakarta             | 1,890,000  | 215,960,000         | Prabowo Subianto        | Prabowo Subianto       | 8 de Agosto de 1967  |
| Laos      | Laos              | Vienciana           | 236,800    | 5,758,000           | Thongloun Sisoulith     | Sonexay Siphandone     | 23 de Julho de 1997  |
| Malásia   | Malásia           | Kuala Lumpur        | 330,257    | 23,671,000          | Ibrahim Ismail de Johor | Anwar Ibrahim          | 8 de Agosto de 1967  |
|           | Mianmar           | Yangon              | 676,577    | 54,745,000          | Myint Swe               | Min Aung Hlaing        | 23 de Julho de 1997  |
| Filipinas | Filipinas         | Manila              | 300,000    | 82,664,000          | Bongbong Marcos         | Bongbong Marcos        | 8 de Agosto de 1967  |
| Singapura | Singapura         | Singapura           | 697        | 4,198,000           | Tharman Shanmugaratnam  | Lawrence Wong          | 8 de Agosto de 1967  |
| Tailândia | Tailândia         | Banguecoque         | 513,254    | 64,470,000 (2003)   | Maha Vajiralongkorn     | Paetongtarn Shinawatra | 8 de Agosto de 1967  |
| Vietname  | Vietname          | Hanói               | 330,363    | 82,222,000          | Lương Cường             | Phạm Minh Chính        | 28 de Julho de 1995  |

Jacarta é a capital e maior cidade da Indonésia. Situa-se na ilha de Java e conta com cerca de 18,2 milhões de habitantes na sua área metropolitana. Foi fundada em 1619 pelos neerlandeses com o nome de Batávia, junto à aldeia javanesa de Jakarta. Foi ocupada pelos ingleses entre 1811 e 1814. Tomou o nome actual em 1949.

## Estados não-membros

### Membros observadores da ASEAN
- Papua-Nova Guiné
- Timor-Leste[3]

### Participantes no Fórum Regional da ASEAN
O Fórum Regional da ASEAN é uma organização informal e multilateral que promove o diálogo e a segurança na região da Ásia e do Pacífico, junto dos seus 25 membros.
Esta lista inclui Estados participantes do Fórum que não são membros da ANSA.
| - Austrália - Canadá - China - União Europeia - Índia - Japão - Mongólia - Coreia do Norte | - Nova Zelândia - Paquistão - Papua-Nova Guiné - Coreia do Sul - Rússia - Timor-Leste - Estados Unidos |